# Bahnstrecke Bonn-Beuel–Großenbusch
| Streckennummer (DB): | 9613                 |                                              |                                              |
| Streckenlänge: | zuletzt 4,625 km     |                                              |                                              |
| Spurweite: | 1435 mm (Normalspur) |                                              |                                              |
| Streckenklasse: | zuletzt A            |                                              |                                              |
| Streckengeschwindigkeit: | zuletzt 20 km/h      |                                              |                                              |
| |                      |                                              |                                              |
| \| \| 0,000 \| Bonn-Beuel Industriebahn \| Bonn-Beuel Industriebahn \| \| \| \| Übergang zur Rechten Rheinstrecke \| \| \| \| \| Lampenfabrik Kalthoff (Awanst) \| \| \| \| \| Rhenag-Gaswerk Beuel (Awanst) \| \| \| \| 0,640 \| A. W. Andernach (Anst) \| A. W. Andernach (Anst) \| \| \| 1,100 \| ehem. Zweigstrecke nach Limperich \| ehem. Zweigstrecke nach Limperich \| \| \| \| Deutsche Vialit (Awanst) \| \| \| \| \| Bundesautobahn 59 \| \| \| \| 2,100 \| Pützchen \| Pützchen \| \| \| 2,740 \| Pützchens Markt \| Pützchens Markt \| \| \| 2,800 \| Bechlinghoven \| Bechlinghoven \| \| \| 3,600 \| Kohlkaul Kautex-Werke (Awanst) \| Kohlkaul Kautex-Werke (Awanst) \| \| \| 3,929 \| Lafarge (Anst) \| Lafarge (Anst) \| \| \| 4,530 \| Hangelar ehem. Übergang zur Bröltalbahn \| Hangelar ehem. Übergang zur Bröltalbahn \| \| \| \| Tongrube Commans, Feuerfest Contzen (Awanst) \| \| \| \| 6,200 \| Großenbusch \| Großenbusch \| \| \| \| \| \| \| Quellen: [3][4] \| \| \| \| |                      |                                              |                                              |
| Kopfbahnhof Streckenanfang | 0,000                | Bonn-Beuel Industriebahn                     | Bonn-Beuel Industriebahn                     |
| Abzweig ehemals geradeaus und nach rechts |                      | Übergang zur Rechten Rheinstrecke            | Übergang zur Rechten Rheinstrecke            |
| Blockstelle (Strecke außer Betrieb) |                      | Lampenfabrik Kalthoff (Awanst)               | Lampenfabrik Kalthoff (Awanst)               |
| Blockstelle (Strecke außer Betrieb) |                      | Rhenag-Gaswerk Beuel (Awanst)                | Rhenag-Gaswerk Beuel (Awanst)                |
| Blockstelle (Strecke außer Betrieb) | 0,640                | A. W. Andernach (Anst)                       | A. W. Andernach (Anst)                       |
| Abzweig geradeaus und nach rechts (Strecke außer Betrieb) | 1,100                | ehem. Zweigstrecke nach Limperich            | ehem. Zweigstrecke nach Limperich            |
| Blockstelle (Strecke außer Betrieb) |                      | Deutsche Vialit (Awanst)                     | Deutsche Vialit (Awanst)                     |
| Strecke mit Straßenbrücke (Strecke außer Betrieb) |                      | Bundesautobahn 59                            | Bundesautobahn 59                            |
| Bahnhof (Strecke außer Betrieb) | 2,100                | Pützchen                                     | Pützchen                                     |
| Haltepunkt / Haltestelle (Strecke außer Betrieb) | 2,740                | Pützchens Markt                              | Pützchens Markt                              |
| Bahnhof (Strecke außer Betrieb) | 2,800                | Bechlinghoven                                | Bechlinghoven                                |
| Bahnhof (Strecke außer Betrieb) | 3,600                | Kohlkaul Kautex-Werke (Awanst)               | Kohlkaul Kautex-Werke (Awanst)               |
| Blockstelle (Strecke außer Betrieb) | 3,929                | Lafarge (Anst)                               | Lafarge (Anst)                               |
| Bahnhof (Strecke außer Betrieb) | 4,530                | Hangelar ehem. Übergang zur Bröltalbahn      | Hangelar ehem. Übergang zur Bröltalbahn      |
| Blockstelle (Strecke außer Betrieb) |                      | Tongrube Commans, Feuerfest Contzen (Awanst) | Tongrube Commans, Feuerfest Contzen (Awanst) |
| Kopfbahnhof Streckenende (Strecke außer Betrieb) | 6,200                | Großenbusch                                  | Großenbusch                                  |
| |                      |                                              |                                              |
| Quellen: |                      |                                              |                                              |

Die Bahnstrecke Bonn-Beuel–Großenbusch, auch Beueler Industriebahn genannt, ist eine eingleisige, nicht elektrifizierte Bahnstrecke von Bonn-Beuel nach Großenbusch. Der Streckenabschnitt Hangelar–Großenbusch ist mittlerweile abgebaut, die Reststrecke Beuel – Pützchen – Hangelar mit Ausnahme von Gleisen im Bahnhof Bonn-Beuel RSE wurde 2024 stillgelegt.
Betreiber der Infrastruktur war die Rhein-Sieg-Eisenbahn.

## Geschichte
Die Strecke wurde am 28. Dezember 1900 zum Transport von Kohle zu den Hangelarer Tonwerken und von Tonerzeugnissen zur Weiterverladung auf die Staatsbahn von der Industriebahn AG eröffnet.
In Hangelar existierte von 1955 bis 1967 eine Übergabemöglichkeit zur Bröltalbahn über eine zuletzt kaum noch genutzte Rollwagengrube.
Der Abschnitt Hangelar–Großenbusch wurde zum 1. Dezember 1965 stillgelegt und in den Jahren 1971/72 abgebaut.
Nach der Einstellung des Güterverkehrs 1994 kaufte die Stadt Bonn die 4,6 Kilometer lange Reststrecke. Die 1994 gegründete Rhein-Sieg-Eisenbahn pachtete die Strecke ab 1995 kostenfrei mit dem Ziel des Erhalts und wurde Betreiber der Infrastruktur.
Die Rhein-Sieg-Eisenbahn kündigte zum Ende Juli 2019 den Pachtvertrag mit der Stadt, da sie den Betrieb der Strecke als unwirtschaftlich erachtete, die Betriebspflicht blieb jedoch bei der Rhein-Sieg-Eisenbahn. In diesem Jahr sperrte die Rhein-Sieg-Eisenbahn die Strecke. Ein neuer Pachtvertrag und eine Einigung mit der Stadt Bonn zu einer Beteiligung der Stadt an den Kosten kam nicht zustande. Während der COVID-19-Pandemie unterließ die Rhein-Sieg-Eisenbahn die Instandhaltung der Strecke. Aufgrund der nach eigenen Angaben auf einen kleineren sechsstelligen Euro-Betrag stark gestiegenen Instandhaltungskosten und den vollständig zurückgegangenen Einnahmen beschloss die Rhein-Sieg-Eisenbahn Anfang 2023, ein Stilllegungsverfahren anzustreben. Am 14. März 2024 veröffentlichte die Rhein-Sieg-Eisenbahn im Bundesanzeiger ihre Absicht zur Stilllegung der Teilstrecke zwischen dem Bahnübergang Königswinterer Straße (km 0,48) und dem Endpunkt Hangelar (km 4,639).
Gemäß dem Bescheid vom 24. Oktober 2024 des Ministeriums für Umwelt, Naturschutz und Verkehr des Landes Nordrhein-Westfalen, wurde die Eisenbahninfrastruktureinrichtung nach § 11 AEG stillgelegt.

### Reaktivierungsbestrebungen
Es gab Bestrebungen, im Falle einer Verlängerung der Stadtbahn Bonn bis Holzlar, einen Teil der Trasse zu nutzen. Die dazu nötige Kreuzung der DB-Trasse (rechte Rheinstrecke) mittels Tunnel oder Brückenbauwerk am Bahnhof Bonn-Beuel stellte hier jedoch ein technisch und finanziell fast unüberwindbares Hindernis dar. In den Plänen zum massiven Umbau des Bahnhofs Beuel im Zuge des Baus der S-Bahnlinie 13 wurde eine Integration der Strecke in das Bonner Stadtbahnnetz daher nicht berücksichtigt. Damit ist die Idee einer Stadtbahn über die Strecke faktisch obsolet.
Eine theoretische Wiederaufnahme des Güterverkehrs könnte wegen des zwischenzeitlichen Ausbaus sämtlicher Anschlussweichen nur unter Überwindung immenser finanzieller wie bürokratischer Hürden erfolgen und muss daher als unrealistisch angesehen werden. Auch ist der Anschluss der Strecke an das DB-Netz nach dem Umbau des Bahnhofs Beuel (Baumaßnahmen S-Bahnlinie 13, siehe oben) erheblich eingeschränkt und ein regelmäßiger Übergang an der neuen Anschlussstelle faktisch kaum möglich, größere Züge können wegen des stark verkürzten Ausziehgleises gar nicht mehr übergeleitet werden.

## Streckenbeschreibung
Die ursprünglich von Beuel über Pützchen, Bechlinghoven und Hangelar nach Großenbusch mit Endstation auf der jetzigen Waldstraße führende Privatbahn ist heute auf den Streckenabschnitt bis Hangelar reduziert.  Auch die frühere Zweigstrecke nach Limperich besteht nicht mehr.
Einer der Gleisanschlüsse an der stillgelegten Zweigstrecke nach Limperich wies eine Auflaufkurve auf.
Die Strecke weist wenige topografische Besonderheiten auf. Außer der „Tunneldurchfahrt“ durch das ehemalige Werk A.W. Andernach in Beuel sowie der Unterführung unter der Bundesautobahn 59 bei Pützchen existiert auf der Gesamtstrecke keine Brücke. Auf den gut vier Kilometern Strecke sind acht technisch gesicherte Bahnübergänge in Betrieb.

## Fahrzeugeinsatz

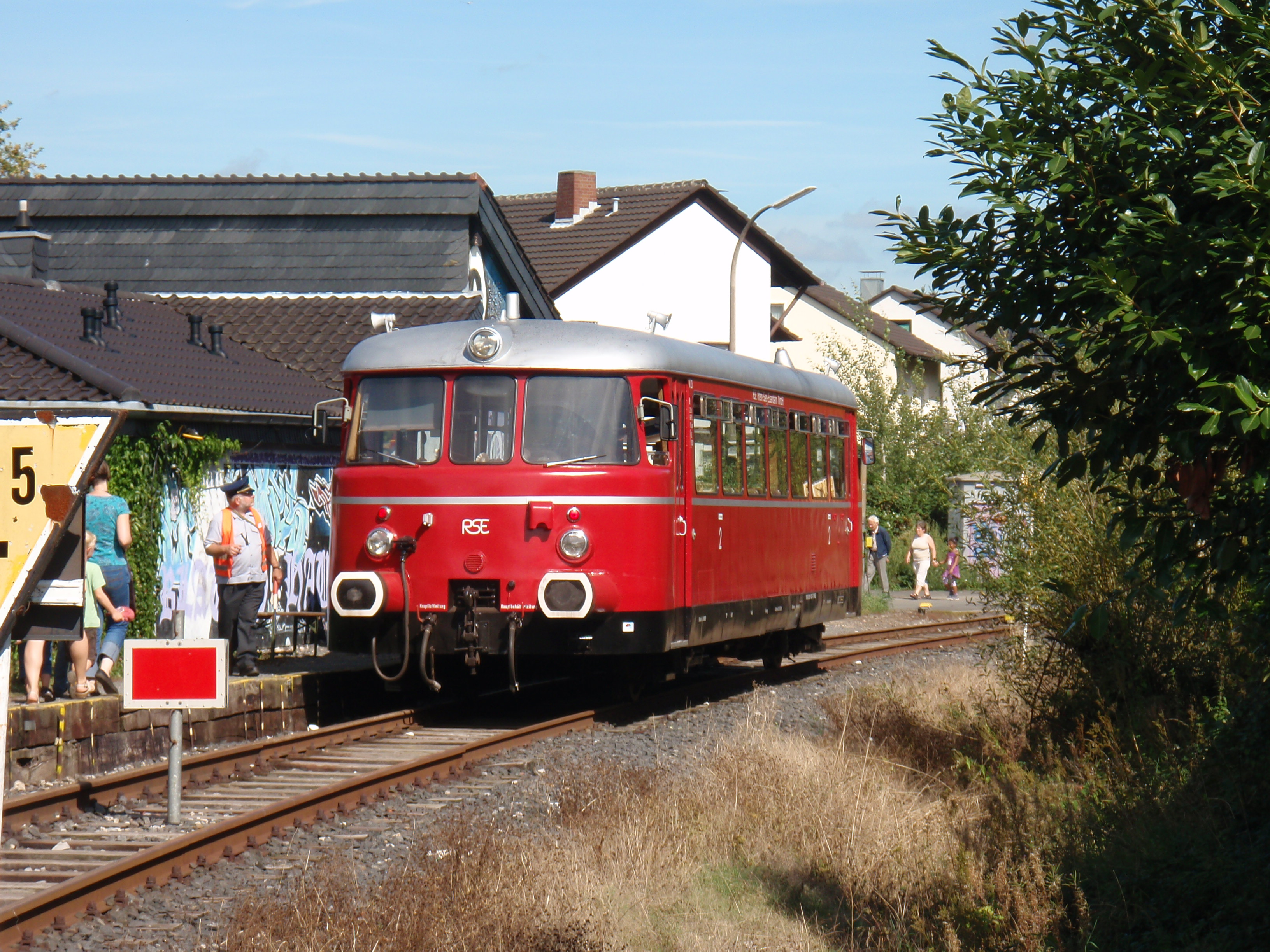
Haltepunkt Pützchens Markt mit MAN-Schienenbus, 2011

Im Personenverkehr wurden MAN-Schienenbusse eingesetzt. Diese wurden Anfang 2023 verkauft.

## Verkehr

### Güterverkehr
Im Zweiten Weltkrieg fanden vermehrt Treibstofftransporte zum Hangelarer Flughafen statt. In den 1950er-Jahren befuhren täglich zwei Güterzüge die Strecke. In den 1960er Jahren war der Bahnbetrieb kaum noch wirtschaftlich: So wurden im Jahr 1965 nur noch 25.000 Tonnen Güter transportiert. 1964 wurde die Zugförderung mit eigenen Lokomotiven aufgegeben. Die Kleinbahn stellte zwar weiterhin das Zugpersonal, als Triebfahrzeug wurde aber täglich stundenweise eine im Bahnhof Bonn-Beuel stationierte Köf-Kleinlokomotive der Deutschen Bundesbahn angemietet.
Der Restgüterverkehr nach Hangelar wurde 1994 eingestellt.
Der Gütertransport ging mit dem Rückzug des produzierenden Gewerbes aus dem Gewerbegebiet Beuel-Ost zurück. Durch die Rhein-Sieg-Eisenbahn wurde noch bis 2009 regelmäßig die Firma Calderys in Hangelar angefahren. Die Güterwagen wurden dabei von der Rhein-Sieg-Eisenbahn mit eigener Lokomotive im Bahnhof Troisdorf abgeholt und gingen im Bahnhof Bonn-Beuel auf die Kleinbahn über.
Danach stellte die Rhein-Sieg-Eisenbahn den unwirtschaftlich gewordenen Güterverkehr ein.

### Personenverkehr
Zum Pützchens Markt und an Nikolaus fand Personenverkehr auf der Reststrecke Hangelar–Pützchen–Beuel statt. Während zum Pützchens Markt seit den 1990er-Jahren durchgehend ein dichter Taktfahrplan angeboten wurde (zumeist alle 30 Minuten), fanden die Nikolausfahrten nur nach Bedarf statt.
2019 fanden die Fahrten zum Pützchens Markt zuletzt vor dessen durch die COVID-19-Pandemie bedingten Ausfall statt. Als der Jahrmarkt im Jahr 2022 wieder stattfand, wurde der Personenverkehr aufgrund der unterlassenen Instandhaltung der Infrastruktur nicht wieder aufgenommen.
Durch den radikalen Umbau des Beueler Bahnhofs im Rahmen der Verlängerung der S-Bahnlinie 13 wurde der Zugang zum Personenbahnsteig der Strecke in Beuel offiziell verboten, auch existieren die entsprechenden Parkplätze nicht mehr. Ein Betrieb des Personenverkehrs auf dem Streckenabschnitt Pützchens Markt – Beuel ist unter diesen Umständen kaum mehr möglich.